# Tiina Lehtola
Tiina Lehtola (3 agosto 1962) è un'ex saltatrice con gli sci e calciatrice finlandese.

## Biografia

### Carriera sciistica
Fu la prima donna a superare i 100 metri nel salto con gli sci: il 29 marzo 1981 sul trampolino Rukatunturi di Kuusamo atterrò a 110 metri e la misura era il nuovo primato mondiale femminile non ufficiale. Non fu omologato dalla Federazione Internazionale Sci perché all'epoca il salto con gli sci era ufficialmente riservato solo agli uomini, quindi non venivano registrati i risultati delle donne.
Il primato di Tiina Lehtola rimase imbattuto fino al 1989, quando la norvegese Merette Kristiansen stabilì un nuovo primato con 111 metri.

### Carriera calcistica
Lasciato il salto con gli sci si dedicò al calcio, militando nel Lahden Sampo, nell'Helsingin Jalkapalloklub e nell'AIK. Con l'Helsingin Jalkapalloklubi vinse un Campionato finlandese e tre Coppe di Finlandia.
Con la nazionale finlandese totalizzò, tra il 1983 e il 1991, 28 presenze, segnando un gol.

## Riconoscimenti
- Calciatrice dell'anno 1988[5]